# Phalacrocorax aristotelis

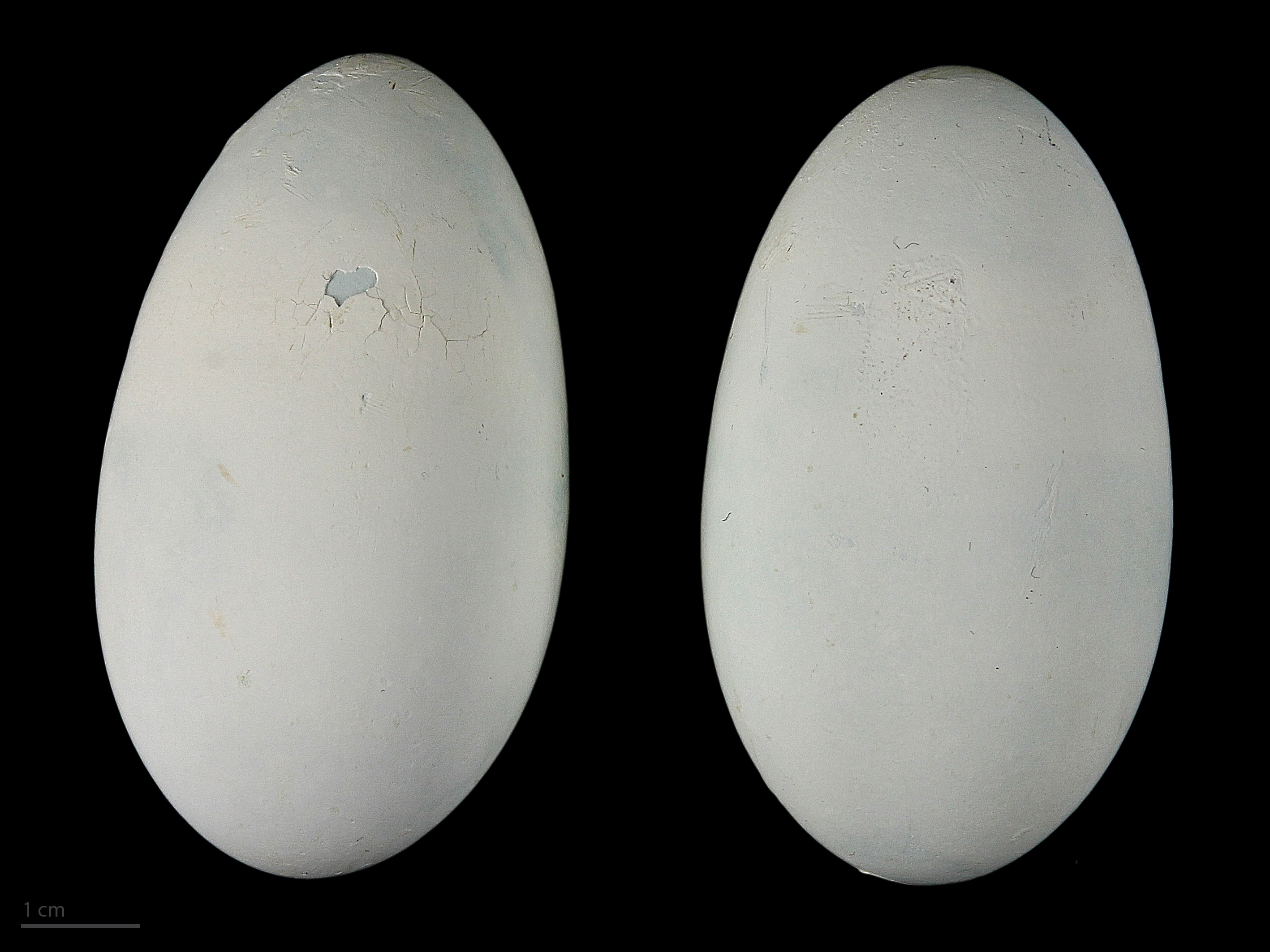
Phalacrocorax aristotelis

Phalacrocorax aristotelis là một loài chim trong họ Phalacrocoracidae.
Loài chim này sinh sản ở xung quanh bờ biển đá ở phía tây và phía nam châu Âu, Tây Nam Á và Bắc Phi, chủ yếu trú đông ở phạm vi sinh sản của chúng ngoại trừ những cá thể chim cực bắc nhất.